# Милица Чубрило
Милица Чубрило (рођена у Картагини, Тунис, 1969) српска је политичарка. Она је била српска министарка за дијаспору од 2007. до 2008. године, коју је наследио Срђан Срећковић.

## Биографија
Рођена је у Тунису, 1992. дипломирала је правни факултет у Паризу. Магистрирала је антропологију и права 1993. године на париској Сорбони. 2007. године постала је српска министарка за дијаспору. Судјеловала је и у USAID-у. Сматра се за врло успешном и подстицају туризма у Србији. За период од 3 године посјета Србији повећана је за 60% а зарада од туризма повећана чак 7 пута. 2005. позната туристичка организација Лонли планет Србију је уврстила у првих 10 најатрактивнијих дестинација. Милица Чубрило је била и дописник за часописе Ле Фигаро, Ле Кроа и Франсуски радио. Течно говори српски, енглески и француски, а пасивно шпански и италијански.
Била је амбасадор Србије у Тунису. Предсједник Туниса Монсеф Марзуки одликовао ју је Орденом Републике првог реда.